# It’s for You (песня Нив Каваны)
It’s for You (это для тебя) — песня, исполняемая Нив Каваной, которая была представлена Ирландией на «Евровидении-2010». Песня была выбрана из пяти претендентов 5 марта, получив максимальные 12 очков от каждого из шести членов жюри, и максимальные 72 балла в телеголосовании, суммарно — 144 балла.
Нив Кавана исполнила песню на полуфинале 27 мая, и прошла в финал, состоявшийся 29 мая. Ирландия заняла 23 место с 25 очками.
| Чарт 2010 года      | Высшая позиция |
| ------------------- | -------------- |
| Irish Singles Chart | 8              |

## История релизов
| Регион   | Дата              | Формат    | Лейбл     |
| -------- | ----------------- | --------- | --------- |
| Европа   | 5 марта 2010 года | iTunes    | Universal |
| Ирландия | 14 мая 2010 года  | CD single | Universal |